# Кулой (рабочий посёлок)
Куло́й — рабочий посёлок в Вельском районе Архангельской области России. Образует Кулойское городское поселение. 

## География
Посёлок расположен на реке Кулой.
- Географическая широта 61°01'
- Географическая долгота 42°29'
- Площадь около 11 кв. км.
- Численность населения — 6,3 тыс. чел. (2008).
- Расстояние от Кулоя до Архангельска — 570 км
- Расстояние от Кулоя до Вологды — 300 км
- Расстояние от Кулоя до Вологды по железной дороге — 320 км
- Посёлок расположен в 24 км от Вельска.

## История
История посёлка началась с 1942 года, когда 25 августа была открыта станция Кулой Северо-Печорской железной дороги. Железную дорогу строили политзаключённые. Только в Кулое было четыре «зоны» и в посёлке Кулойского совхоза пятая — женская.
Условия работы были очень тяжёлыми. Печи топили сами, чернила разогревали на чугунной печке и писали телеграммы на макулатуре или газетах, краски для морзянки делали сами, смешивая сажу с керосином. В 1944 году появились общежития барачного типа, обслуживанием стали заниматься вольнонаёмные, но дисциплина оставалась военная. Люди жили и работали в тяжелейших условиях. Детей и стариков в то время в Кулое не было. Лишь в августе 1944 года открылись первые ясли и первый класс школы. 
20 марта 1945 указом президиума Верховного Совета РСФСР населённый пункт Кулой отнесён к категории рабочих посёлков с образованием его поселкового совета. После окончания Великой Отечественной войны в посёлке стали строиться дома, столовые и магазины.
В 2004 году недалеко от верхне-усть-кулойской деревни Прилук (в 7 км от Кулоя) было обнаружено лесное кладбище политзаключённых, узников Севдвинлага. Хоронили на нём людей, умерших в лазарете, который располагался в трёх километрах от кладбища.

## Население
| 1959   | 1970  | 1979  | 1989  | 2002  | 2009  | 2010  | 2011  | 2012  |
| ------ | ----- | ----- | ----- | ----- | ----- | ----- | ----- | ----- |
| 10 279 | ↘9100 | ↘8441 | ↗8934 | ↘6817 | ↘6239 | ↘5946 | ↘5917 | ↘5848 |
| 2013   | 2014  | 2015  | 2016  | 2017  | 2018  | 2019  | 2020  | 2021  |
| ↘5751  | ↗5842 | ↘5488 | ↘5309 | ↘5200 | ↘5122 | ↘5071 | ↘5056 | ↘4806 |
| 2023   |       |       |       |       |       |       |       |       |
| ↘4696  |       |       |       |       |       |       |       |       |

## Образование
- Два детских сада
- Средняя школа № 15
- Средняя школа № 90
- Детская школа искусств № 39

## Транспорт
Железнодорожная станция Кулой на линии «Москва — Котлас» является станцией Северной железной дороги. Большая часть населения работает на железной дороге. Кулойчане обслуживают 272 км дороги от Коноши до Киземы.
В 3 километрах от посёлка проходит автодорога Октябрьский — Вельск.

## Экономика
Кулой — преимущественно посёлок железнодорожной отрасли.
До начала 1990-х годов был крупным железнодорожным узлом, обслуживающим участки Коноша-Кулой, Кулой-Котлас (участок не электрифицирован до сих пор, обслуживает тепловозы),
в результате перераспределения структуры железнодорожного хозяйства в 1990-е сильно потерял в значении.
До перестройки работал в полную силу леспромхоз (сейчас разрушен),
цеха по обработке леса.
В данный момент железнодорожное депо является градообразующим предприятием.

## Спорт
В 2006 году футбольная команда «Локомотив» (Кулой) стала чемпионом района. Есть шахматный клуб, площадки для пляжного волейбола, каждую зиму заливается каток, на лыжах ходят и стар, и млад.

## Известные жители
С 1950 по 1954 год в посёлке проживал Николай Матвеев, ставший впоследствии известным биологом, одним из создателей советской аллелопатии растений. 